# Flashback (1990)
Flashback is een door Franco Amurri geregisseerde Amerikaanse komische film uit 1990 met in de hoofdrollen onder meer Kiefer Sutherland en Dennis Hopper.

## Verhaal
Huey Walker (Dennis Hopper) is een hippie die vroeger geassocieerd was met de New Left-beweging. Hij is al twintig jaar op de vlucht wegens een misdaad die hij niet heeft gepleegd, het saboteren van een trein met daarin toppoliticus Spiro Agnew. FBI-agent John Buckner (Kiefer Sutherland) heeft opdracht Walker naar Spokane te brengen voor een rechtzitting, een missie die bemoeilijkt wordt door de corrupte sheriff Hightower (Cliff De Young). Aanvankelijk lijken Walker en Buckner tegenpolen, maar later blijkt Buckner in een hippiemilieu opgegroeid te zijn, een verleden waar hij nog steeds moeite mee heeft.

## Productie
De film is grotendeels opgenomen in en in de omgeving van Glenwood Springs (Colorado).
Dennis Hopper speelde eerder in de klassieker Easy Rider, die ook over rebellie gaat, en noemt deze titel zelfs expliciet in een scène van Flashback. Het uit Easy Rider bekende nummer Born to be Wild van Steppenwolf staat ook op de soundtrack.

## Rolverdeling
| Acteur            | Personage    | Opmerkingen |
| ----------------- | ------------ | ----------- |
| Kiefer Sutherland | John Buckner |             |
| Dennis Hopper     | Huey Walker  |             |
| Carol Kane        | Maggie       |             |
| Cliff De Young    | Hightower    | sheriff     |